# Kenia Sinclair
Kenia Sinclair (Jamaica, 14 de julio de 1980) es una atleta jamaicana especializada en la prueba de 800 m, en la que consiguió ser subcampeona mundial en pista cubierta en 2006.

## Carrera deportiva
En el Campeonato Mundial de Atletismo en Pista Cubierta de 2006 ganó la medalla de plata en los 800 metros, llegando a meta en un tiempo de 1:59.54 segundos que fue récord nacional jamaicano, tras la mozambiqueña Maria Mutola (oro con 1:58.90 segundos) y por delante de la marroquí Hasna Benhassi.